# Lista över öar i Atlanten
Detta är en lista över öar i Atlanten.

## Azorerna
- Östra gruppen
  - São Miguel
  - Santa Maria
- Centrala gruppen
  - Terceira
  - Graciosa
  - São Jorge
  - Pico
  - Faial
- Västra gruppen
  - Flores
  - Corvo

## Bouvetön
Ensam ö utanför Antarktis nordöstra kust, utanför Drottning Mauds land.

## Brittiska öarna
- Anglesey
- Fair Isle
- Hebriderna
  - Inre Hebriderna
    - Norra öarna
      - Ornsay
      - Raasay
      - Scalpay
      - Skye
      - Small Isles
      - Soay
      - South Rona

    - Södra öarna
      - Islay
      - Jura
      - Mull
      - Slate Islands
      - Treshnish Isles

  - Yttre Hebriderna
    - Huvudgruppen
      - Barra
      - Barra Isles (Bishop's Isles)
        - Berneray (Barra Head)
        - Mingulay
        - Pabbay
        - Sandray
        - Vatersay m.fl.

      - Benbecula
      - Lewis och Harris
      - North Uist
      - South Uist
      - ett 50-tal småöar

    - Övriga öar
      - Monach Islands
      - Flannan Islands
      - North Rona (räknas inte alltid in här)
      - Saint Kilda
      - Shiant Islands
      - Sula Sgeir (räknas inte alltid in här)
- Irland
- Isle of Man
- Isle of Wight
- Kanalöarna (räknas hit av tradition)
  - Alderney
  - Brecqhou
  - Guernsey
  - Herm
  - Jersey
  - Jethou
  - Lihou
  - Sark
- Lindisfarne
- Lundy
- Orkneyöarna
  - Mainland
- Scillyöarna
- Shetlandsöarna
  - Balta, Shetlandsöarna
  - Bigga
  - Bressay
  - Brother Isle
  - East Burra och West Burra
  - East Linga
  - Fetlar
  - Fish Holm
  - Foula
  - Gloup Holm
  - Gruney
  - Haaf Gruney
  - Hascosay
  - Hildasay
  - Huney
  - Lady's Holm
  - Lamba
  - Linga near Muckle Roe
  - Linga near Shetland Mainland
  - Linga near Yell
  - Little Roe
  - Lunna Holm
  - Mainland
  - Moul of Eswick
  - Mousa
  - Muckle Flugga
  - Muckle Ossa
  - Muckle Roe
  - North Havra
  - Noss
  - Orfasay
  - Out Stack
  - Oxna
  - Papa
  - Papa Little
  - Papa Stour
  - Samphrey
  - Sound Gruney
  - South Havra
  - South Isle of Gletness
  - Trondra
  - Unst
  - Urie Lingey
  - Uyea
  - Uynarey
  - Vaila
  - Vementry
  - West Linga
  - Whalsay
  - Yell
- Storbritannien
- Öar i Firth of Clyde
  - Arran
  - Bute
  - Great Cumbrae
  - Holy Isle
  - Horse Isle
  - Little Cumbrae
  - The Eileans

## Falklandsöarna
- East Falkland
- West Falkland
- Barren Island
- Beaver Island
- Bleaker Island
- Carcass Island
- George Island
- Keppel Island
- Lively Island
- New Island
- Pebble Island
- Saunders Island
- Sealion Island
- Speedwell Island
- Weddell Island

- Fernando de Noronha

## Frankrike
- Île d'Oléron
- Ré
- Belle-Île
- Île de Noirmoutier
- L'Île-d'Yeu

## Färöarna
- Borðoy
- Eysturoy
- Fugloy
- Hestur
- Kalsoy
- Koltur
- Kunoy
- Lítla Dímun
- Mykines
- Nólsoy
- Sandoy
- Skúvoy
- Stóra Dímun
- Streymoy
- Suðuroy
- Svínoy
- Vágar
- Viðoy

## Grönland
- Akunnaap Nunaa
- Ammassaliks ö
- Croziers ö
- Disko, Grönland
- Ellas ö
- Eskimånäs
- Franklins ö
- Grönland
- Hans ö
- Herberts ö
- Imerissut
- Kaffeklubben
- Kiatak
- Oodaaqs ö
- Storö, Grönland
- Uunartoq Qeqertoq
- Ymer (ö)

## Island
- Grimsey
- Island
- Surtsey
- Västmannaöarna
  - Hemön

- Jan Mayen

## Kanarieöarna
- Alegranza
- El Hierro
- Fuerteventura
- Gran Canaria
- Isla de Lobos
- La Gomera
- La Graciosa
- La Palma
- Lanzarote
- Montaña Clara
- Roque del Este
- Roque del Oeste
- Teneriffa

## Kap Verde
- Barlavento
  - Santo Antão
  - São Vicente
  - Santa Luzia
  - São Nicolau
  - Sal
  - Boa Vista
- Sotavento
  - Maio
  - Santiago
  - Fogo
  - Brava

- Madeira

- Porto Santo

## Ilhas Salvagens
- Selvagensöarna

- (Ilhas Desertas)

- Newfoundland

## Orkneyöarna
Se Brittiska öarna ovan

## Rockall
Den lilla klippöns status är oklar, flera länder gör anspråk på den.

## Sankta Helena, Ascension och Tristan da Cunha
- Sankt Helena
- Ascension
- Gough Island
- Inaccessible Island
- Nightingale Island
- Tristan da Cunha

## Shetlandsöarna
Se Brittiska öarna ovan

## Sydgeorgien och Sydsandwichöarna
- Sydsandwichöarna
- Sydgeorgien

## Svalbard
- Edgeøya
- Kong Karl Land
- Kvitøya
- Nordaustlandet
- Spitsbergen

## Västindiska öarna

### Stora Antillerna
- Kuba
- Hispaniola
  - Dominikanska republiken
  - Haiti
- Jamaica
- Puerto Rico

### Små Antillerna
- Anguilla
  - Dog Island
  - Scrub Island
  - Seal Island
  - Sombrero
  - Cays
  - Pear
  - Prickley
- Antigua och Barbuda
  - Antigua
  - Barbuda
  - Redonda
- Barbados
- Bermuda
- Brittiska Jungfruöarna
  - Tortola
  - Anegada
  - Virgin Gorda
  - Jost Van Dyke
- Caymanöarna
  - Grand Cayman
  - Little Cayman
  - Cayman Brac
- Dominica
- Guadeloupe
  - Basse-Terre
  - Grande-Terre
  - La Désirade
  - Marie-Galante
  - Îles des Saintes
  - Îles de la Petite-Terre
- Grenada
  - Carriacou Island
  - Ronde Island
  - Petite Martinique
- Amerikanska Jungfruöarna
  - Saint Thomas
  - Saint John
  - Saint Croix
- Martinique
- Montserrat
- Navassaön
- Saint Kitts and Nevis
- Saint Lucia
- Saint Vincent och Grenadinerna
- Trinidad och Tobago
- Turks- och Caicosöarna